# Funkcionalna skupina
Funkcionalna skupina ili funkcionalna grupa je pojam kojim u organskoj kemiji označavamo posebne skupine atoma ili sveza unutar molekula koje su odgovorne za odgovarajuće karakteristične kemijske reakcije tih molekula. Ista funkcionalna grupa će biti dio iste ili slične kemijske reakcije bez obzira na veličinu molekule čijim je dijelom. Ali, na relativnu reaktivnost mogu utjecati obližnje funkcionalne grupe.
Riječi skupina i grupa (u eng. moiety, u fra. moitié) često se koriste kao istoznačnica za funkcionalnu skupinu, ali prema IUPAC-u, skupina je dio molekule koji može sadržavati cijelu funkcionalnu skupinu ili dio funkcionalne skupine kako supstrukturu.